# Pau Cabanes
Pau Cabanes de la Torre (Burriana, España, 17 de febrero de 2005) es un futbolista español que juega como delantero en el Villarreal C. F. "B" de la Primera Federación.

## Trayectoria
Nacido en Burriana, Provincia de Castellón, Comunidad Valenciana, se incorporó a las categorías inferiores del Villarreal C. F. en 2019, procedente del C. D. Burriana de su ciudad natal. Tras alternar entre las categorías inferiores del Submarino Amarillo y del C. D. Roda, debutó con el primer equipo de este último el 12 de marzo de 2023, saliendo como suplente en la segunda parte del partido a domicilio de Tercera Federación frente al F. C. Jove Español San Vicente (0-0).
Marcó su primer gol el 24 de septiembre de 2023, anotando el segundo del Villarreal C. F. "C" en la goleada por 5-1 en casa al C. D. Acero. El 4 de febrero siguiente marcó un doblete en la victoria por 4-3 en casa contra el Atzeneta U. E.
Debutó como profesional con el Villarreal C. F. "B" el 20 de mayo de 2024, sustituyendo a Jorge Pascual en los últimos minutos del partido contra el Albacete Balompié en la Segunda División de España (2-2).

## Selección nacional
El 13 de febrero de 2024 fue convocado con la selección española sub-19.

## Estadísticas

### Clubes
Actualizado al último partido disputado el 29 de octubre de 2024.
| Club                          | Div.          | Temporada     | Liga  | Liga  | Liga   | Copas nacionales | Copas nacionales | Copas nacionales | Copas internacionales | Copas internacionales | Copas internacionales | Total | Total | Total  |
| Club                          | Div.          | Temporada     | Part. | Goles | Asist. | Part.            | Goles            | Asist.           | Part.                 | Goles                 | Asist.                | Part. | Goles | Asist. |
| ----------------------------- | ------------- | ------------- | ----- | ----- | ------ | ---------------- | ---------------- | ---------------- | --------------------- | --------------------- | --------------------- | ----- | ----- | ------ |
| C. D. Roda · España           | 3.ª F         | 2022-23       | 1     | 0     | 0      | —                | —                | —                | —                     | —                     | —                     | 1     | 0     | 0      |
| C. D. Roda · España           | Total club    | Total club    | 1     | 0     | 0      | 0                | 0                | 0                | 0                     | 0                     | 0                     | 1     | 0     | 0      |
| Villarreal C. F. "C" · España | 3.ª F         | 2023-24       | 14    | 4     | 0      | —                | —                | —                | —                     | —                     | —                     | 14    | 4     | 0      |
| Villarreal C. F. "C" · España | Total club    | Total club    | 14    | 4     | 0      | 0                | 0                | 0                | 0                     | 0                     | 0                     | 14    | 4     | 0      |
| Villarreal C. F. "B" · España | 2.ª           | 2023-24       | 2     | 0     | 0      | —                | —                | —                | —                     | —                     | —                     | 2     | 0     | 0      |
| Villarreal C. F. "B" · España | 1.ª F         | 2024-25       | 8     | 1     | 0      | —                | —                | —                | —                     | —                     | —                     | 8     | 1     | 0      |
| Villarreal C. F. "B" · España | Total club    | Total club    | 10    | 1     | 0      | 0                | 0                | 0                | 0                     | 0                     | 0                     | 10    | 1     | 0      |
| Villarreal C. F. · España     | 1.ª           | 2024-25       | 1     | 0     | 0      | 1                | 1                | 0                | —                     | —                     | —                     | 2     | 1     | 0      |
| Villarreal C. F. · España     | Total club    | Total club    | 1     | 0     | 0      | 1                | 1                | 0                | 0                     | 0                     | 0                     | 2     | 1     | 0      |
| Total carrera                 | Total carrera | Total carrera | 26    | 5     | 0      | 1                | 1                | 0                | 0                     | 0                     | 0                     | 27    | 6     | 0      |